# Urlaur Lakes SAC
Urlaur Lakes SAC este o arie protejată (arie specială de conservare — SAC, sit de importanță comunitară — SCI) din Irlanda întinsă pe o suprafață de 264,03 ha, integral pe uscat.

## Localizare
Centrul sitului Urlaur Lakes SAC este situat la coordonatele 53°51′00″N 8°45′03″W / 53.849948°N 8.75091°V.

## Înființare
Situl Urlaur Lakes SAC a fost declarat sit de importanță comunitară în mai 1998 pentru a proteja 7 specii de animale. Situl a fost protejat și ca arie specială de conservare în octombrie 2021.

## Biodiversitate
Situată în ecoregiunea atlantică, aria protejată conține 3 habitate naturale: Ape puternic oligomezotrofe cu vegetație bentonică cu Chara spp., Pajiști uscate seminaturale și facies de acoperire cu tufișuri pe substraturi calcaroase (Festuco-Brometalia) (* situri importante pentru orhidee), Mlaștini alcaline.
La baza desemnării sitului se află mai multe specii protejate de  păsări (7): rață pitică (Anas crecca), rață fluierătoare (Anas penelope), rață mare (Anas platyrhynchos), rață-cu-cap-castaniu (Aythya ferina), rața moțată (Aythya fuligula), lebădă de iarnă (Cygnus cygnus), culic mare (Numenius arquata).